# Comitato Nazionale Olimpico Georgiano
Il Comitato Nazionale Olimpico Georgiano (in georgiano საქართველოს ეროვნული ოლიმპიური კომიტეტი?, Sakartvelos erovnuli olimp'iuri k'omit'et'i) è un'organizzazione sportiva georgiana, fondata il 6 ottobre 1989 a Tbilisi, Georgia.
Rappresenta questa nazione presso il Comitato Olimpico Internazionale (CIO) dal 1993 ed ha lo scopo di curare l'organizzazione ed il potenziamento dello sport in Georgia e, in particolare, la preparazione degli atleti georgiani, per consentire loro la partecipazione ai Giochi olimpici. Il comitato, inoltre, fa parte dei Comitati Olimpici Europei.
Il presidente dell'organizzazione dal 2012 è Leri Chabelov, mentre la carica di segretario generale è occupata da Emzar Zenaishvili.

## Presidenti
| Presidente                        | Periodo        |
| --------------------------------- | -------------- |
| Nona Gaprindashvili               | 1989-1996      |
| Jansugh Bagrationi                | 1996-2004      |
| Badri Patarkatsishvili            | 2004-2007      |
| Giorgi Topadze (facente funzioni) | 2007-2008      |
| Gia Natsvlishvili                 | 2008-2012      |
| Leri Chabelov                     | 2012-in carica |